# Pola Tebu
Pola Tebu is een bestuurslaag in het regentschap Karo van de provincie Noord-Sumatra, Indonesië. Pola Tebu telt 271 inwoners (volkstelling 2010).